# 베트남의 마천루 목록
베트남의 마천루 목록은 베트남의 마천루 높이다. 베트남에서 가장 높은 마천루는 하노이에 있는 72층 (기계식 바닥 2개 포함)의 랜드마크 72로, 2011년에 345 미터 (1,132 ft) 높이로 완공되었다. 탑 꼭대기에 안테나를 추가하면 세계에서 37번째로 높은 마천루가 된다.
하노이의 고층 빌딩은 도시 서부 전역에 분포하며, 뜨리엠, 꺼우저이 및 탄쑤언 지구에 분포한다. 이는 호안끼엠 지구 주변의 도심에는 하노이 올드 쿼터를 지키기 위한 높이 제한이 있기 때문이다. 반면에 호찌민의 고층 건물은 대부분 1지구,  7지구 및 빈타인 군의 시내 중심부에 모여 있다.

## 가장 높은 마천루
이 섹션에는 베트남의 가장 높은 지점에 있는 110 미터 이상의 마천루 목록이 있다. 달리 언급되지 않는 한, 세계초고층도시건축학회 (CTBUH) 데이터베이스에서 높이를 유지된다.
| 순위 | 마천루                              | 사진 | 도시      | 층수 | 높이                | 완공             |
| ---- | ----------------------------------- | ---- | --------- | ---- | ------------------- | ---------------- |
| 1    | 빈콤 랜드마크 81                    |      | 호치민 시 | 81   | 461.2 m (1,513 ft)  | 2018 (토핑 아웃) |
| 2    | 랜드마크 72                         |      | 하노이    | 72   | 328.6 m (1,078 ft)  | 2011             |
| 3    | 롯데센터 하노이                     |      | 하노이    | 65   | 272 m (892 ft)      | 2014             |
| 4    | 비텍스코 파이낸셜 타워              |      | 호찌민 시 | 68   | 262.5 m (861 ft)    | 2010             |
| 5    | 경남 하노이 레지던스 타워 1         |      | 하노이    | 48   | 212 m (696 ft)      | 2011             |
| 5=   | 경남 하노이 레지던스 타워 2         |      | 하노이    | 48   | 212 m (696 ft)      | 2011             |
| 7    | 비엣콤뱅크 타워                     |      | 호찌민 시 | 40   | 206 m (676 ft)      | 2015             |
| 8    | 다이아몬드 플라워 타워              |      | 하노이    | 40   | 199 m (653 ft)      | 2015             |
| 9    | 사이공 원 타워                      |      | 호찌민 시 | 42   | 195.3 m (640.75 ft) | 2014             |
| 10   | 디스커버리 콤플렉스 레지던셜 타워   |      | 하노이    | 50   | 195 m (640 ft)      | 2017             |
| 11   | 사이공 센터 2                       |      | 호찌민 시 | 43   | 193.7 m (635 ft)    | 2017             |
| 12   | 빈홈 센트럴 파크 레지던셜 타워 12   |      | 호찌민 시 | 52   | 184.5 m (605 ft)    | 2017             |
| 13   | 빈홈 센트럴 파크 레지던셜 타워 9    |      | 호찌민 시 | 51   | 184 m (604 ft)      | 2017             |
| 14   | 빈홈 센트럴 파크 레지던셜 타워 13   |      | 호찌민 시 | 50   | 180 m (590 ft)      | 2017             |
| 14=  | 디스커버리 콤플렉스 오피스 타워     |      | 하노이    | 43   | 180 m (590 ft)      | 2016             |
| 16   | 더 센트럴 2                         |      | 호찌민 시 | 47   | 175.5 m (576 ft)    | 2016             |
| 16=  | 더 랜드마크 1                       |      | 호찌민 시 | 47   | 175.5 m (576 ft)    | 2017             |
| 16=  | 더 파크 5                           |      | 호찌민 시 | 47   | 175.5 m (576 ft)    | 2016             |
| 16=  | 빈홈 센트럴 파크 타워 3             |      | 호찌민 시 | 47   | 175.5 m (576 ft)    | 2016             |
| 16=  | 더 센트럴 3                         |      | 호찌민 시 | 47   | 175.5 m (576 ft)    | 2016             |
| 21   | 다낭 시티 어드미니스트레이티브 센터 |      | 다낭      | 34   | 166.8 m (547 ft)    | 2014             |
| 22   | 무엉탄 호텔                         |      | 냐짱      | 47   | 166.1 m (545 ft)    | 2015             |
| 23   | 사이공 타임스스퀘어                 |      | 호찌민 시 | 39   | 164.9 m (541 ft)    | 2012             |
| 24   | 미펙 리버사이드 A                   |      | 하노이    | 35   | 162.4 m (532.81 ft) | 2016             |
| 24=  | 미펙 리버사이드 B                   |      | 하노이    | 35   | 162.4 m (532.81 ft) | 2016             |
| 26   | 더 프라이드 타워 D                  |      | 하노이    | 45   | 160.0 m (524.93 ft) | 2015             |
| 27   | 노보텔 다낭 프리미어 한 리버        |      | 다낭      | 35   | 155 m (509 ft)      | 2013             |
| 27=  | 페트로랜드 타워                     |      | 호찌민 시 | 30   | 155 m (509 ft)      | 2013             |
| 29   | 드래곤 시티 1                       |      | 호찌민 시 | 35   | 153.3 m (503 ft)    | 2012             |
| 29=  | 드래곤 시티 2                       |      | 호찌민 시 | 35   | 153.3 m (503 ft)    | 2012             |
| 31   | 펄 플라자                           |      | 호찌민 시 | 32   | 152.8 m (501.31 ft) | 2015             |
| 32   | 탕 롱 넘버원 타워 A                 |      | 하노이    | 40   | 152 m (499 ft)      | 2014             |
| 32=  | 탕 롱 넘버원 타워 B                 |      | 하노이    | 40   | 152 m (499 ft)      | 2015             |
| 32=  | 더 에버리치 2 블록 C                |      | 호찌민 시 | 38   | 152.0 m (498.69 ft) | 2014             |
| 35   | 하바나 호텔                         |      | 냐짱      | 41   | 150.0 m (492.13 ft) | 2012             |
| 36   | EVN 헤드쿼터스 타워 1               |      | 하노이    | 33   | 147 m (482 ft)      | 2013             |
| 36=  | 리비에라 포인트 3                   |      | 호찌민 시 | 40   | 147.0 m (482.28 ft) | 2014             |
| 36=  | 리비에라 포인트 4                   |      | 호찌민 시 | 40   | 147.0 m (482.28 ft) | 2014             |
| 36=  | 리비에라 포인트 5                   |      | 호찌민 시 | 40   | 147.0 m (482.28 ft) | 2014             |
| 40   | 사이공 트레이드 센터                |      | 호찌민 시 | 33   | 145 m (476 ft)      | 1997             |
| 40=  | 반 푸 빅토리아 1                    |      | 하노이    | 40   | 145 m (476 ft)      | 2014             |
| 40=  | 반 푸 빅토리아 2                    |      | 하노이    | 40   | 145 m (476 ft)      | 2014             |
| 40=  | 반 푸 빅토리아 3                    |      | 하노이    | 40   | 145 m (476 ft)      | 2014             |
| 44   | 더 파크 2                           |      | 호찌민 시 | 40   | 144.6 m (474 ft)    | 2017             |
| 45   | 인도차이나 플라자 하노이 타워 A     |      | 하노이    | 36   | 142 m (466 ft)      | 2012             |
| 46   | VTV 빌딩                            |      | 하노이    | 28   | 141.3 m (464 ft)    | 2017             |
| 47   | 뉴 시티 투티엠                      |      | 호찌민 시 | N/A  | 140 m (460 ft)      | 2017             |
| 48   | 골드마크 루비 3                     |      | 하노이    | 40   | 140 m (459.32 ft)   | 2017             |
| 48=  | 골드마크 루비 4                     |      | 하노이    | 40   | 140 m (459.32 ft)   | 2017             |
| 49   | 선라이즈 시티 타워 1                |      | 호찌민 시 | 35   | 139 m (456 ft)      | 2017             |
| 49=  | 선라이즈 시티 타워 2                |      | 호찌민 시 | 35   | 139 m (456 ft)      | 2012             |
| 49=  | 선라이즈 시티 타워 3                |      | 호찌민 시 | 35   | 139 m (456 ft)      | 2012             |
| 49=  | 선라이즈 시티 타워 4                |      | 호찌민 시 | 35   | 139 m (456 ft)      | 2012             |
| 49=  | PV 파워 랜드마크 타워               |      | 호찌민 시 | 33   | 139 m (456 ft)      | 2014             |
| 54   | CINCO 플라자                        |      | 호찌민 시 | 35   | 138.5 m (454.4 ft)  | 2014             |
| 55   | 빈홈 센트럴 파크 레지던셜 타워 4    |      | 호찌민 시 | 38   | 137.5 m (451 ft)    | 2016             |
| 56   | 빈홈 센트럴 파크 레지던셜 타워 1    |      | 호찌민 시 | 38   | 137.4 m (451 ft)    | 2016             |
| 57   | 하노이 트룽 호아 난 친              |      | 하노이    | 34   | 136 m (446 ft)      | 2007             |
| 58   | 사이공 펄 타워 1                    |      | 호찌민 시 | 38   | 135 m (443 ft)      | 2009             |
| 58=  | 사이공 펄 타워 2                    |      | 호찌민 시 | 38   | 135 m (443 ft)      | 2009             |
| 58=  | 사이공 펄 타워 3                    |      | 호찌민 시 | 38   | 135 m (443 ft)      | 2011             |
| 58=  | 비쳄 타워                           |      | 하노이    | 35   | 135 m (443 ft)      | 2011             |
| 62   | 돌핀 플라자 타워 1                  |      | 하노이    | 30   | 134.6 m (442 ft)    | 2012             |
| 62=  | 돌핀 플라자 타워 2                  |      | 하노이    | 30   | 134.6 m (442 ft)    | 2012             |
| 64   | 블루밍 타워 A                       |      | 다낭      | 39   | 131.3 m (431 ft)    | 2017             |
| 65   | 선라이즈 시티 타워 5                |      | 호찌민 시 | 33   | 131 m (430 ft)      | 2013             |
| 65=  | 선라이즈 시티 타워 6                |      | 호찌민 시 | 33   | 131 m (430 ft)      | 2013             |
| 65=  | 선라이즈 시티 타워 7                |      | 호찌민 시 | 33   | 131 m (430 ft)      | 2015             |
| 65=  | 선라이즈 시티 타워 8                |      | 호찌민 시 | 33   | 131 m (430 ft)      | 2015             |
| 65=  | 선라이즈 시티 타워 9                |      | 호찌민 시 | 33   | 131 m (430 ft)      | 2015             |
| 65=  | 선라이즈 시티 타워 10               |      | 호찌민 시 | 33   | 131 m (430 ft)      | 2015             |
| 71   | M5 타워                             |      | 하노이    | 34   | 124.6 m (409 ft)    | 2008             |
| 72   | 인도차이나 플라자 하노이 타워 B     |      | 하노이    | 32   | 123.9 m (406 ft)    | 2012             |
| 73   | 아주라                              |      | 다낭      | 32   | 122.5 m (402 ft)    | 2012             |
| 74   | 인터컨티넨탈 냐짱                   |      | 냐짱      | 29   | 122.0 m (400.26 ft) | 2013             |
| 75   | 흥 브엉 플라자 1                    |      | 호찌민 시 | 29   | 120 m (390 ft)      | 2008             |
| 75=  | 흥 브엉 플라자 2                    |      | 호찌민 시 | 29   | 120 m (390 ft)      | 2008             |
| 77   | 쉐라톤 냐짱                         |      | 냐짱      | 33   | 115.1 m (378 ft)    | 2009             |
| 78   | 리치랜드 에메랄드                   |      | 호찌민 시 | 28   | 112 m (367 ft)      | 2010             |
| 78=  | 더 에버리치 I 1                     |      | 호찌민 시 | 25   | 112 m (367 ft)      | 2009             |
| 78=  | 더 에버리치 I 2                     |      | 호찌민 시 | 25   | 112 m (367 ft)      | 2009             |
| 81   | 투언 케우 플라자 1                  |      | 호찌민 시 | 33   | 110 m (360 ft)      | 1999             |
| 81=  | 투언 케우 플라자 2                  |      | 호찌민 시 | 33   | 110 m (360 ft)      | 1999             |
| 81=  | 투언 케우 플라자 3                  |      | 호찌민 시 | 33   | 110 m (360 ft)      | 1999             |
| 81=  | 금호 아시아나 플라자 아파트먼트     |      | 호찌민 시 | 32   | 110 m (360 ft)      | 2009             |
| 81=  | 불러바드                            |      | 호찌민 시 | 30   | 110 m (360 ft)      | 2012             |

## 공사중인 가장 높은 마천루
이 섹션에는 베트남에서 공사중인 가장 높은 지점에서 150 미터가 넘는 마천루 목록이 있다. CTBUH 데이터베이스의 높이는 별도로 언급하지 않는 한 그대로 유지된다.
| 순위 | 마천루                               | 도시      | 층수 | 높이               | 연도* (est) |
| ---- | ------------------------------------ | --------- | ---- | ------------------ | ----------- |
| 1    | 비에틴뱅크 비즈니스 센터 오피스 타워 | 하노이    | 68   | 363.2 m (1,192 ft) | 2019        |
| 2    | 비에틴뱅크 비즈니스 센터 호텔 타워   | 하노이    | 48   | 252 m (827 ft)     | 2019        |
| 3    | 더 원 호찌민 시 웨스트 타워          | 호찌민 시 | 55   | 240 m (790 ft)     | —           |
| 4    | 더 원 호찌민 시 이스트 타워          | 호찌민 시 | 48   | 218 m (715 ft)     | —           |
| 5    | 솔레이유 다낭 바이 윈덤 타워 1       | 다낭      | 57   | 199 m (653 ft)     | 2018        |
| 6    | 솔레이유 다낭 바이 윈덤 타워 2       | 다낭      | 57   | 199 m (653 ft)     | 2018        |
| 7    | 선와 펄                              | 호찌민 시 | N/A  | 155 m (509 ft)     | 2019        |

* 대시(—)가 있는 테이블 항목은 완공 날짜에 대한 정보가 아직 릴리스되지 않았음을 나타낸다.

## 가장 높은 제안된 마천루
이 섹션에는 베트남의 가장 높은 지점에서 150 미터가 넘는 제안된 마천루 목록이 포함되어 있다.
| 순위 | 마천루                 | 도시      | 층수 | 높이             | 연도* (est) |
| ---- | ---------------------- | --------- | ---- | ---------------- | ----------- |
| 1    | 엠파이어 88 타워       | 호찌민 시 | 88   | 333 m (1,093 ft) | —           |
| 2    | SJC 타워               | 호찌민 시 | 52   | 200 m (660 ft)   | —           |
| 2=   | 코코베이 호텔 타워     | 다낭      | 48   | 200 m (660 ft)   | —           |
| 2=   | 코코베이 레지던셜 타워 | 다낭      | 48   | 200 m (660 ft)   | —           |
| 5    | 사이공 파노라마 2      | 호찌민 시 | 36   | 180 m (590 ft)   | 2019        |
| 6    | 사트라-택스 플라자     | 호찌민 시 | 40   | 165 m (541 ft)   | —           |
| 7    | 엑심뱅크 헤드쿼터스    | 호찌민 시 | 40   | 163 m (535 ft)   | —           |
| 8    | 라비뉴 크라운          | 호찌민 시 | 36   | 160 m (520 ft)   | 2021        |
| 9    | BIDV 타워              | 호찌민 시 | 40   | 152 m (499 ft)   | —           |

* 대시(—)가 있는 테이블 항목은 완공 날짜에 대한 정보가 아직 릴리스되지 않았음을 나타낸다.

## 가장 높은 마천루의 타임라인
한때 베트남에서 가장 높은 마천루가라는 명칭이 붙은 마천루를 열거한다.
| 가장 긴 년 | 마천루                 | 사진 | 높이               | 층수 | 도시      |
| ---------- | ---------------------- | ---- | ------------------ | ---- | --------- |
| 2028-?     | 푸웅 트라크 타워       |      | 600 m (2,000 ft)   | 108  | 하노이    |
| 2018-2028  | 빈콤 랜드마크 81       |      | 461.2 m (1,513 ft) | 81   | 호찌민 시 |
| 2011–2018  | 랜드마크 72            |      | 336 m (1,102 ft)   | 72   | 하노이    |
| 2010–2011  | 비텍스코 파이낸셜 타워 |      | 262.5 m (861 ft)   | 68   | 호찌민 시 |
| 1997–2010  | 사이공 트레이드 센터   |      | 150 m (490 ft)     | 33   | 호찌민 시 |
| 1996–1997  | 사이공 센터 1          |      | 106 m (348 ft)     | 25   | 호찌민 시 |
| 1995       | 선와 타워              |      | 100 m (330 ft)     | 21   | 호찌민 시 |
| 1972–1995  | 오식 빌딩 (육군은행)   |      | 60 m (200 ft)      | 15   | 호찌민 시 |
| 1895-1972  | 사이공 노트르담 성당   |      | 58 m (190 ft)      |      | 호찌민 시 |
| 1744-1787  | 파이브 드래곤 타워     |      | ~70 m (230 ft)     |      | 하노이    |
| 1057-1258  | 바오티엔 타워          |      | ~70 m (230 ft)     | 30   | 하노이    |